# БК Цмоки-Минск
Баскетболен клуб „Цмоки-Минск“ (на беларуски: Цмокі-Мінск) е беларуски баскетболен клуб, играещ в Беларуска Премиер лига и Обединена ВТБ Лига.

## История
Отборът е създаден през 2006 г. под името БК Минск-2006. През първия си сезон в Премиер лигата се класира на четвърто място. През сезон 2007/08 Минск-2006 се класира трети в шампионата и завършва на трета позиция в турнира за Купата на Беларус. През този сезон в тима играят първите чуждестранни баскетболисти – американците Данте Снигърс и Томас Блант.
От сезон 2008/09 до сезон 2019/20 отборът няма конкуренция във вътрешното първенство и става шампион всяка година. Освен това от сезон 2009/10 до сезон 2019/20 редовно е спечелвана Купата на Беларус. През 2012 г. отборът сменя името си на Цмоки-Минск. Името произлиза от беларуската дума „цмок“, означаваща домашен змей, който донася на дома плодородие и пари.
От сезон 2011/12 тимът започва да играе в регионалния турнир Обединена ВТБ Лига. Най-доброто постижение на беларуския отбор в надпреварата е девето място през сезон 2017/18. Освен това от 2010 г. Цмоки е редовен участник в европейските клубни турнири, като през сезон 2013/14 достига 1/4-финалите на Еврочалъндж. В Шампионската лига на ФИБА рекордното достижение на Цмоки е трети квалификационен кръг. През сезон 2019/20 тимът достига 1/4-финал в турнира за Купата на ФИБА Европа, но турнирът не завършва поради пандемията от COVID-19. Същият сезон капитан на отбора е бившият български национал Бранко Миркович, който е първият чуждестранен капитан в историята на клуба.

## Резервен отбор
Цмоки-Минск II участва в първенството на Беларус отделно от първия тим. През сезон 2017/18 резервният тим играе в местното първенство, докато основният се концентрира на представянето във ВТБ Лигата. Освен това същата година вторият тим играе в Балтийската лига. От 2018 г. Цмоки II играе отделно от първия отбор, като през сезон 2018/19 завоюва бронзите медали в първенството на Беларус.

## Успехи
- Шампион на Беларус – 2009, 2010, 2011, 2012, 2013, 2014, 2015, 2016, 2017, 2018, 2019, 2020
- Купа на Беларус – 2009, 2010, 2011, 2012, 2013, 2014, 2015, 2016, 2017, 2018, 2019, 2020

## Известни играчи
- Видас Гинявичюс
- Кийт Бенсън
- Тиър Браун
- / Бранко Миркович